# Styles P
David Styles, conosciuto anche come Styles P (e anche come "Hardcore poet") (New York, 28 novembre 1974), è un rapper statunitense.

## Biografia
Rapper proveniente dal Yonkers di New York. Nasce a Queens, NY, col nome di David Styles, Styles P, diviene subito una figura di spicco nello scenario rap mondiale. Cresciuto a Yonkers, matura la passione per il rap e per l'hip hop come musica e cultura.
Rappa dall'età di 9 anni, ma è solo durante gli anni del liceo che inizia a rappare seriamente, conosce Jadakiss e Sheek Louch, al tempo rapper esordienti.
Con loro assembla una crew dal nome di Bomb Squad, che poco tempo dopo cambia nome in LOX.
Il trio firma un contratto col rapper e produttore discografico Diddy, che li mette sotto Bad Boy Records, propria etichetta discografica.
Per un periodo i LOX non producono, perché Styles P, a quel tempo diciannovenne, passa qualche tempo in prigione. Dopo svariate apparizioni e collaborazioni con altri artisti, i LOX realizzano il loro primo album: Money, Power & Respect. Il disco vede la luce il 3 gennaio 1998. Due anni dopo è la volta di We Are The Streets, questa volta il disco viene prodotto sotto l'etichetta Ruff Ryders.
Divenuti ormai famosi, gli MCs si avviano alla carriera da solisti: Styles P fa uscire il suo primo disco dal titolo: A Gangster And A Gentleman, con i singoli Good Time e The Life che entrano nella Top 10 della Billboard Chart e si rivelano un successo.
Le produzioni del disco furono affidate a megaproduttori del calibro di Swizz Beatz, The Alchemist, DJ Clue, Rockwilder. I temi delle sue liriche sono lo specchio nitido della sua vita, egli si rivolge alla gente che ha perso (My Brother) e parla alla vita nella strada.
Nel 2004 remixa il singolo del cantante Akon Locked Up, brano che riscuote un notevole successo a livello internazionale. Nel 2007 vede la luce il suo nuovo disco: Supa Gangsta Extraordinary Gentleman.

## Discografia

### Album in studio
Solisti
- 2002 - A Gangster and a Gentleman
- 2006 - Time Is Money
- 2007 - Super Gangster (Extraordinary Gentleman)
- 2011 - Master of Ceremonies
- 2012 - The World's Most Hardest MC Project
- 2013 - Float
- 2014 - Phantom and the Ghost
- 2015 - A Wise Guy and a Wise Guy
- 2018 - G-Host
- 2018 - Dime Bag
- 2019 - S.P. The GOAT: Ghost of All Time
- 2019 - Presence
- 2020 - Styles David: Ghost Your Enthusiasm
- 2021 - Ghosting
- 2023 - Penultimate: A Calm Wolf Is Still a Wolf

Collaborativi
- 2010 - The Green Ghost Project (con DJ Green Lantern)
- 2017 - Vibes (con Berner)
- 2018 - Beloved (con Dave East)
- 2021 - Wreckage Manner (con Havoc)

EP
- 2017 - The Seven (con Talib Kweli)

### Mixtape
- 2004 -  Ghost Stories: The World According To P
- 2004 - Ghost In The Shell
- 2005 - Ghost In The Machine
- 2006 - The Ghost That Sat by the Door
- 2007 - The Phantom
- 2007 - The Ghost Sessions
- 2007 - The Phantom Menace
- 2008 - Phantom Ghost Menace
- 2009 - Phantom Empire
- 2010 - The Ghost Dub-Dime
- 2010 - The Invincible Novel Soundtrack
- 2012 - #The1st28 (con Currensy)
- 2012 - The Diamond Life Project
- 2017 - Ghost Trey Bags
- 2017 - Ghost Kill Block Fear (con Nino Man)
- 2018 - Nickel Bag

### Singoli
- 2008 - Blow Ya Mind